# Janez Janša
Janez Janša, született Ivan Janša (Ljubljana, 1958. szeptember 17. –) szlovén politikus, a Szlovén Demokrata Párt elnöke. Három alkalommal, 2004. november 9. és 2008. november 21., 2012. január 28. és 2013. február 27., majd 2020. március 3. és 2022. május 25. között Szlovénia miniszterelnöke volt. Janša 1993 óta vezeti a Szlovén Demokrata Pártot, amely a legjelentősebb szlovén konzervatív párttá nőtte ki magát. Janša 2022 áprilisában alulmaradt a parlamenti választáson a Szabadság Mozgalom párttal szemben.
Janša 1990 és 1994 között védelmi miniszter volt, ezt a tisztséget a szlovén tíznapos háború idején is betöltötte. 2004 és 2008 között az ország miniszterelnöke volt, majd a 2011 decemberében tartott előrehozott választásokat követően 2012-ben ismét miniszterelnökké választották. 2013. február 27-én Janša második kormányát bizalmatlansági szavazáson leváltották. 2013 júniusában korrupció vádjával két év börtönbüntetésre ítélték. Az ítéletet a szlovén legfelsőbb bíróság 2014 áprilisában megerősítette, de az alkotmánybíróság újratárgyalást rendelt el, az elhúzódó eljárás alatt az ügy elévült. Annak ellenére, hogy pártja a 2018-as szlovéniai parlamenti választásokat megnyerte, Janša nem tudott kormányt alakítani, mivel a többi parlamenti párt megtagadta, hogy koalícióra lépjen vele. Két évet töltött ellenzékben, majd 2020 márciusában, Marjan Šarec lemondását követően lett immár harmadszor miniszterelnök. Megbízatása 2022. május 13-án ért véget, miután a 2022-es választást elvesztette. Utódja Robert Golob lett.
Politikai karrierjét kommunistaként kezdte, majd a független Szlovénia létrejötte után néhány évig liberális demokrataként jellemezték, ezután jobboldali, nacionalista fordulatot vett. A nemzetközi sajtóban, mint az Independent, vagy a New York Times, gyakran szélsőjobboldali politikusként jellemezték. Donald Trump volt amerikai elnök egyik legnagyobb támogatójaként, gyakran nevezték "szlovén Trumpnak", vagy "mini Trumpnak". Terminusa alatt Janez Janša egyik legszorosabb szövetségese volt Orbán Viktor magyar miniszterelnöknek.

## Ifjúsága és tanulmányai
Ivan Janša néven anyakönyvezték, de gyermekkora óta Janez-nek nevezte családja. Római katolikus munkáscsaládban született. Apja a második világháborús német megszállás alatt az SS által létrehozott Szlovén Hazai Gárda nevű szervezet tagja volt ifjúkorában, de fiatal korára való tekintettel sikerült elkerülnie a kommunisták megtorlását. A ljubljanai egyetemen végzett a védelmi tudományok szakán és 1982-ben a Szlovén Szocialista Köztársaság (Jugoszlávia tagköztársasága) védelmi minisztériumában lett gyakornok. Tagja lett Szlovénia Kommunista Pártjának. A párt ifjúsági szervezete, a Szlovén Szocialista Ifjúsági Szövetség népi területvédelmi és szocialista önvédelmi bizottságának elnöke volt.

## Ellenzéki tevékenység
1983-ban írta első ellenzéki hangvételű cikkeit a Jugoszláv Néphadsereg jellegéről a Mladina nevű független ifjúsági folyóiratba. Ennek következtében nem választották újra a védelmi bizottság elnöki posztjára, majd útlevelét is bevonták. Nem kapott állást, és nem jutott további publikálási lehetőséghez. Számítógép-programok írásából és hegyi túravezetői munkából élt.
A jugoszláviai liberalizáció előrehaladtával egy tudományos folyóirat szerkesztőségében kapott munkát, majd újra publikált a Mladinában. 1988. május 30-án letartóztatták a Mladina három másik újságírójával és a jugoszláv hadsereg egy törzsőrmesterével együtt. Katonai titkok megsértése vádjával állították őket katonai bíróság elé. Janšát 18 hónapra ítélték, ennek letöltését egy szigorúan őrzött katonai börtönben kezdte meg. Később a közvélemény felháborodása miatt polgári börtönbe helyezték át. A per és az ítéletek elleni társadalmi tiltakozás a szlovéniai rendszerellenes megmozdulások, az ún. "Szlovén tavasz" kezdetét jelentették.
Janšát mintegy hat hónap letöltése után szabadon engedték. Ekkor a "Demokracija" nevű szlovén politikai hetilap főszerkesztője lett, egészen az 1990. májusi választásokig.

## Politikusi pályája
1989-ben részt vett az egyik első ellenzéki párt, a Szlovén Demokratikus Unió megalapításában és annak egyik vezetője lett. Az 1990. májusi szabad választások után a Lojze Peterle vezette kormányban a védelmi tárcát kapta meg. Az 1991-ben lezajlott szlovéniai tíznapos háborúban a korábbi helyi jugoszláviai területvédelmi erők alapján kialakított nemzeti haderő eredményesen vette fel a harcot az – igaz, csak félszívvel támadó – Jugoszláv Néphadsereggel szemben.
A Szlovén Demokratikus Unió felbomlása után az 1989-ben alakult, és magát névleg az 1896-ban alakult szociáldemokrata párt utódjának valló, de jobbközép irányzatú Szlovén Szociáldemokrata Szövetséghez (SDZS) csatlakozott, majd 1993-ban annak elnöke lett. Később a párt nevét Szlovén Demokrata Pártra (SDS) változtatták.
1994-ben, amikor Janez Drnovšek új kormányfő leváltotta védelmi miniszteri tisztségéből, Janša ellenzékbe vonult.
2000 júniusa és novembere között újra védelmi miniszter volt Andrej Bajuk rövid életű középjobb kormányában. Ekkor vezette be a szlovén hadseregben a tábori lelkészek intézményét.
A 2004-es választásokat a Szlovén Demokrata Párt szövetségeseivel együtt megnyerte, és Janez Jansa alakított kormányt.
2007 őszére a kormány támogatottsága erősen visszaesett, és a soros elnökválasztást Danilo Türk, a baloldal támogatottja nyerte meg. Ezután Janša bizalmi szavazást kért maga és kormánya mellett a parlamentben, arra hivatkozva, hogy az ellenzék állandó támadásai súlyosan akadályozzák a kormány munkáját, és a korábbi pártközi megállapodással ellentétben hátráltatják az EU soros elnökségére való felkészülést. A parlament novemberben 51-33 arányban bizalmat szavazott a kormánynak.
2008. szeptember 21-én pártja elvesztette a parlamenti választást, így Janša ellenzékbe vonult, bár előtte megkérdőjelezte az eredmények tisztaságát és több körzetben újraszámlálást kért. Jelenleg is a Szlovén Demokrata Párt elnöke.

## Korrupciós ügye
2006-ban Szlovénia páncélozott harcjárműveket vett volna a finn Patria hadiipari vállalattól 278 millió euró értékben. Janša tagadta, hogy kenőpénzt fogadott volna el a szerződés megkötéséért cserébe, ám a politikusok vagyonosodását vizsgáló bizottság megvádolta, hogy nem tudja igazolni a bankszámláján lévő 210 ezer euró forrását. 2014-ben két év letöltendő börtönbüntetésre ítélték.

## Művei
Több könyvet is publikált, közülük a legfontosabbak a Premiki (Hadmozdulatok, 1992) és az Okopi (Lövészárkok, 1994). Ezekben kifejti nézeteit a szlovén rendszerváltás fő kérdéseiről és élesen bírálja Milan Kučan akkori köztársasági elnököt, Szlovénia Kommunista Pártjának utolsó elnökét a baloldali erők támogatása, és a hatalomátmentés miatt.

## Családja – érdekességek
Két gyermeke van Silva Predalič-csal fennállott kapcsolatából. 2006 őszétől hivatalos rendezvényeken is a 28 éves Urška Bačovnik orvosnő társaságában mutatkozott. Vele 2009 júliusában össze is házasodott. Abból a házasságból is két gyermek született és az Urška Velenje melletti Šentilj szülőfalújában élnek.[forrás?]
2007-ben három szlovén előadóművész is hivatalosan a Janez Janša nevet vette fel, ironikus provokációként a miniszterelnök ellen.